# Metal Head
Metal Head is een videospel voor het platform Sega 32X. Het spel werd uitgebracht in 1994. 
op de verpakking staat 1 en 2 spelers maar dit bleek een technische error te zijn en de game is maar beschikbaar voor 1 speler 